# 祈願的阿斯特洛
《祈願的阿斯特洛》是由和久井健繪畫的動作奇幻作品，於2024年4月15日至2025年4月21日在《週刊少年Jump》上連載，《寶島少年》從2024年第36/37期開始連載，發行全6卷單行本。

## 故事簡介
紮根淺草的前極道幫派，現已成為涉足能源等領域的商業巨頭世劍組的組長世劍金剛逝世後，他的獨子世劍陽晴被指定為繼業者。但在葬禮當下，陽晴致悼詞時卻選擇讓位給其好友——第12養子世劍暉，此舉使得其他養子感到非常失望。不久之後，出現於日本上空的流星雨如雨般將東京弄得滿目瘡痍，也給予了許願的人們一種名為「阿斯特洛」的神秘能力。在國家機關自顧不暇，其他養子盤踞各方的情況下，籍「阿斯特洛」之力，拳頭變得極其破壞力的陽晴決定挺身而出，在壯大自身派系的同時，逐一說服除暉之外的其他養子。

## 登場角色
配音聲優來自《週刊少年Jump》在其YouTube頻道發佈的官方有聲漫畫。

### 世劍組
世劍陽晴（聲：佐藤元（青年）、北崎仁美（幼年））
本作主人公，總是披著法被，左耳穿有耳洞、額頭上有一X型疤痕的15歲黑髪少年，世劍組原組長世劍金剛的獨生子兼包括所有養子在內最年輕的么子。
在金剛的影響之下養成了率直單純、仗義執言且樂於助人的個性，缺點是總在盛怒之後習慣不假思索便行動。在父親彌留前被指定為繼承人，但考慮到幫派內部衝突問題而在致悼詞時將組長之位給予繼兄暉，直至與鷹派交戰之後才決心成為組長。阿斯特洛為透過點燃右上臂的「雷管」引爆前臂的「火藥」，原理就像雷管槍一樣讓拳頭產生名符其實的爆炸性威力。全力使用時甚至足以炸毀一棟建築物，但出力過大也可能毀掉手臂，使他昏睡了近兩個星期。連結器則是金剛生前贈送的彈殼吊墜。
世劍暉（聲：内山昂輝（青年）、仁胡（幼年））
第12養子。留著一頭金色短髮的16歲少年，與小他半年的陽晴為摯友。阿斯特洛為產生一個擋下任何攻擊的盾牌的「八咫鏡」（養父金剛給予的隨身鏡吊墜）。
最初在母親的指使下成為世劍家的養子，曾在鷹派底下生活半年，但被陽晴的正直品性感化後便決心成為其輔佐，而養父在彌留之際亦託他成為自己不成才獨子的補佐，但卻被陽晴反手指定為組長。流星群落下後一度反對陽晴對兄弟們的溫和勸導手法，決心以武力途徑迫他們屈服，後來在與陽晴決鬥過後才改變說法。
世劍獅鷹（聲：今瀨將太）
第1養子，金黑色卷髮、脖子上有一隻鷹的紋身。世劍組現任若頭兼最大派閥鷹派的首領，長期被認為是世劍組最有力的下一任組長人選次期組長。
個性冷酷不近人情，為了目的甚至可犧牲忠心的手下。在流星群落下後命令部下殺掉其陽晴等人，並在直接交手時揭露世劍有可能為此次天災的幕後黑手。有著控制重力的阿斯特洛能力，能夠操縱建築物瓦礫進行攻守，甚至製造黑洞。
世劍颯月（聲：岳川航大）
第2養子，紫髮戴眼鏡，與獅鷹共同行動，稱其為「王」。阿斯特洛為實體化一座用於到處移動的電梯，曾用它來帶離在與陽晴一戰受傷的獅鷹。
世劍寅三（聲：山下大毅）
第3養子，世劍組舍弟兼第二派閥寅派的首領，金髮寸頭、雙臂皆有紋身的壯碩男子。
為人豪爽，為了阻止鷹派的暴走而與陽晴等人合作對抗獅鷹。阿斯特洛為拳頭握得越緊，破壞力就越大的「剛力無雙」（拳套）。但即使不依靠能力，也能以其足以摧毀刀刃的鋼鐵身軀作戰。
世劍翼
第4養子。
世劍伍色（聲：高嶋孝輔）
第5養子。黒髮，西服中佩有鮮花的男子。
世劍伶梨（聲：赤星真衣子）
第6養子，梳著馬尾、身穿西裝外套和鏤空襯衫的23歲黒髪女子，旗下有著50名律師的善明寺法律事務所所長，因能像追蹤導彈一樣以言語緊迫對手而有著「爆擊女王」的稱譽。
為求與世劍組保持距離，平時以善明寺為假名姓氏活動，但遇到關於家族的事情時亦樂於幫忙，比如寅三被第六課拘留後便帶同陽晴等人前往「零號」廠區。阿斯特洛為向特定地點發射「導彈」以重現過去發生的景象，或是破壞某物體現有時間狀態的「時間逆行彈」（口紅）。
世劍空
第7養子。
世劍鹿羽（聲：谷川誠）
第8養子，金髪。腹部有一十字形傷疤的青年。
世劍對羅（聲：吉田和生）
第9養子，留有一頭藍黑色辮髮，帶著大圓耳環的青年。
世劍久蘭（聲：長野嵩）
第10養子，20歲，世劍組池袋原支部長兼義警組織「三面六臂」的首領，同時經營著一家名叫「阿修羅」的俱樂部。阿斯特洛為隨意變化為人類以外的任何事物的「柴郡貓」（Zippo打火機）。
世劍十三兄弟中最純粹的打手，擅長打架，更有著「無情的久蘭」的美譽。性格溫和，但在鈕死後發誓保護其珍愛的一切後封閉自我，時常面無表情，後來在獲得阿斯特洛後被同為能力者的釦擊敗，成為他的手下，直至陽晴和暉到來，前者與釦決鬥成功後開始與他們一起行動。
世劍釦（聲：黒井淳一）
第11養子，19歳，現世劍組池袋支部長，鈕的弟弟。阿斯特洛為變出四隻手臂的「阿修羅」（Zippo打火機）。
個性傲慢，曾在金剛的葬禮舉行前嘲笑陽晴為「沾了養父的光的靠爸族」，但其實本性不壞，表面上看起來一直看不起跟在其身邊的久蘭，然而實質上與他一樣一直被鈕的死困擾著。後來在與陽晴爭奪彼此伙伴的決鬥中落敗，成為他派別的一員，但不隨他們一起行動，而是留守在池袋。

#### 陽晴派
夜華金羽
本作女主角，15歲，銀次的養女，也是陽晴和暉的青梅竹馬，留著橙色短髮、平時穿著水手服款式校服的少女，阿斯特洛為使身體透明化的「絕對的透明感」（粉盒與化妝刷）。
在西淺草的廢棄豪宅中遇到同樣為了調查亡靈強盗團的陽晴、暉和久蘭後始與他們同行。原姓「古小木」，父母親皆為在零號工廠研究曉礦的科學家，但在8歲時被冰室槍殺，自己則在母親藏匿之下才倖免於難，隨後被銀次收養。
夜華銀次（聲：神田優）
金剛的心腹兼顧問，阿斯特洛為透過消耗自身卡路里來治癒他人的「蛭子修癒」（紙式神）。流星群落下後被鷹派囚禁，後被陽晴和暉救出，並協助他們對抗其他養子。

#### 鷹派
蟻道清允
鷹派幹部兼若頭近侍，阿斯特洛為操縱大量蟻群進行攻守的「蟻蟲模」（護齒套）。
兒時因滿口爛牙而被霸凌，某一天不忿被欺負後咬碎施暴者的手指後被欣賞其離群個性的獅鷹收為側近，多年來一直為鷹派暗殺反對者，但同時也因此患上創傷後壓力症，晚晚夜不成寐。在鷹、寅派內戰中甫開始便以能力毀滅後者的六本木總部，惜在自家西麻布總部頂樓與陽晴等人激戰時不敵，後續被趕到獅鷹以能力貫穿腹部的方式滅口。
狩屋崎千鋭
鷹派阿斯特洛鎮壓隊的其中一人，阿斯特洛（指甲套）的能力為在手指中變出有著鋼鐵級硬度的刀刃。

#### 寅派
不動瞬一郎、間次郎
寅派的二把手兄弟，兩人共有的能力為在兄弟之間互傳人或物體的「因果之矢」。

### 警察
氣元元氣
淺草派出所的巡警，與陽晴為好朋友，被其以「元先生」稱之。在亡靈強盜團事件中被他們奪去警槍，為此自責不已，後在陽晴等人打倒強盜團並拿回贓物後重拾當警察的信心。
土方櫻
六本木警署生活安全課的女刑警，寅三的老朋友，在西麻布之戰前受其託照顧落單的野野，以換取陽晴等人阻止鷹派追獵阿斯特洛能力者。
冰室雹我
警視廳刑事部捜査6課緊急星害對策班班長，前屬組織犯罪對策部門，痛恨世劍組等暴力團，也是金羽的殺父母仇人。阿斯特洛為以警槍為媒介射出冰彈凍結敵人的「冰之女王的接吻」。

### 其他人物
爺爺
一家粗點心店的老爺爺，面上常掛著一抹微笑，與經常前來買糖果的陽晴是好朋友。
碇花凜
亡靈強盜團的成員，初的哥哥，阿斯特洛為讓聞到瓶中玫瑰香水氣味的男性產生幻覺的「亡靈之香」（噴霧罐），但其在廢棄豪宅一役中被金羽搶走，並在企圖用奪來的警槍反擊之際與初一起被陽晴打飛。
碇初
亡靈強盜團的成員，花凜的弟弟。阿斯特洛為自由操縱蠟的「蠟之屉」（噴槍），但其在廢棄豪宅一役中被金羽搶走，後與花凜一起被陽晴打飛。
野野
戴著頭巾的小女孩，有著能把三葉草變成四葉草的阿斯特洛（書籤），但連接器卻被狩獵能力者的狩屋崎破壞，後在陽晴等人的幫助下與身在赤坂醫院的媽媽重聚，並先後被六本木分警署和寅三的臨時總部收留。

### 逝者
世劍金剛（聲：黒井淳一）
世劍組前社長，留著長鬍子的豪爽壯漢，為人仗義，經常為淺草的平民抱打不平，因此深受當地人敬畏，在昭和時代有著「淺草的子彈」之美名。在嚥下最後一口氣明言將其位交予其獨子陽晴，並要求暉從旁輔佐。
鈕
釦的親生哥哥，久蘭的摯友，夢想是當夜店保全，後在池袋一次極道爭鬥中為了保護孩童而被殺。
古小木真紀、壹簿
金羽的親生父母，前世劍集團石油開採平台「零號」東京灣廠區的駐場科學家，兩人一同在那裡探討「曉礦」作為能源的可能性，但雙雙被前來要求接手研究項目的冰室槍殺。

## 出版書籍
《祈願的阿斯特洛》由和久井健繪畫，於2024年4月15日在集英社的《週刊少年Jump》2024年20號上開始連載，同時公開PV，為該雜誌當年「春季新連載三連彈」的一部分，其餘兩部作品為《極東死靈法師浪漫譚》（極東ネクロマンス）和《超能日和》（さいくるびより），也是和久井經講談社之手發行《新宿天鵝》和其前作《東京卍復仇者》等系列後，移籍至集英社後的第一部漫畫。該作出版全6卷日文單行本，其中《週刊少年Jump》亦在首卷單行本後的同月6日、7日公開在其YouTube頻道公開《祈願的阿斯特洛》的有聲漫畫。
此外，《祈願的阿斯特洛》的海外英語版則在同樣為集英社旗下的MANGA Plus上連載。
| 冊數 | 集英社        | 集英社                 | 玉皇朝   | 玉皇朝                 | 東立出版社    | 東立出版社             |
| 冊數 | 發售日期      | ISBN                   | 發售日期 | ISBN                   | 發售日期      | ISBN                   |
| ---- | ------------- | ---------------------- | -------- | ---------------------- | ------------- | ---------------------- |
| 1    | 2024年7月4日  | ISBN 978-4-08-884122-9 | 2025年   | ISBN 978-988-8908-40-0 | 2025年4月11日 | ISBN 978-626-02-3393-8 |
| 2    | 2024年10月4日 | ISBN 978-4-08-884210-3 |          |                        | 2025年6月5日  | ISBN 978-626-02-3394-5 |
| 3    | 2024年12月4日 | ISBN 978-4-08-884380-3 |          |                        | 2025年8月4日  | ISBN 978-626-02-3395-2 |
| 4    | 2025年3月4日  | ISBN 978-4-08-884416-9 |          |                        |               |                        |
| 5    | 2025年5月2日  | ISBN 978-4-08-884512-8 |          |                        |               |                        |
| 6    | 2025年7月4日  | ISBN 978-4-08-884635-4 |          |                        |               |                        |

## 反應
Screen Rant的羅德里戈·桑多瓦爾·拉胡特（Rodrigo Sandoval Lahut）讚揚《祈願的阿斯特洛》的劇本、繪畫手法和主角塑造，猶其最後者令讀者感同心受。他形容儘管與《東京卍復仇者》有一定差別，但兩者的共通點在於都有感人的主題，也意味著《祈》有機會跟其前作一樣取得空前成功。Real Sound的島田一志則稱《祈願的阿斯特洛》的故事十分適合在《週刊少年Jump》上連載。
2024年6月，《祈願的阿斯特洛》獲得下一部人氣漫畫大賞紙本類別的提名，惜最後未能進入前二十強。該漫畫在半年後累計發行數超過25萬本。

## 外部連結
- 官方网站 （日語）
- 祈願的阿斯特洛在動畫新聞網百科全書中的資料（英文）